# Balneário Gaivota
Balneário Gaivota es un municipio brasileño del estado de Santa Catarina. Tiene una población estimada al 2021 de 11 537 habitantes.

## Historia
Los primeros habitantes de la localidad fueron los indios Carios, quienes tuvieron contacto con los primeros colonos españoles proveniente del actual municipio de Sombrio. Con la llegada de los portugueses, se instalaron las primeras "sesmarias" en la costa, iniciando así la colonización. 
La localidad pasó a ser distrito el 30 de agosto de 1990, y posteriormente el 29 de diciembre de 1995 como municipio.

## Turismo
El municipio es conocido por sus playas y lagunas.